# جوني هاريس
جوني هاريس هو ممثل كندي، ولد في 22 سبتمبر 1975 في كندا.

## وصلات خارجية
- جوني هاريس على موقع IMDb (الإنجليزية)
- جوني هاريس على موقع قاعدة بيانات الفيلم (الإنجليزية)